# Farra di Soligo
Farra di Soligo är en ort och kommun i provinsen Treviso i regionen Veneto i Italien. Kommunen hade 8 704 invånare (2018).